# Barrio Panamá (Cabimas)
Para otros lugares, véase Panamá
Panamá es uno de los sectores que conforman la ciudad de Cabimas en el estado Zulia (Venezuela). Pertenece a la parroquia Jorge Hernández.

## Ubicación
Tiene una pista aérea al norte, terrenos baldíos al este y sur y los barrios El Lucero y San Vicente al oeste.

## Zona Residencial
Panamá es una de las urbanizaciones más nuevas de Cabimas, construida fuera del perímetro de la ciudad, recibe su nombre de la carretera “M” o Panamá la cual termina en el sector. Como urbanización posee calles rectas cancha deportiva, plaza, entre otras infraestructuras.

## Vialidad y Transporte
La vía principal es la carretera M o Panamá que da nombre al sector, esta comienza en la Av Intercomunal y pasa por las av 31, 32 y 33, luego de la 33 hace una curva y entra a la urbanización Panamá conectada con el resto de Cabimas solo por la calle Panamá. Las líneas de autos por puesto el Lucero y la 32 con las que pasan más cerca en la 32 con Panamá, entre los barrios San Vicente y El Lucero.

## Sitios de Referencia
- Petrograva. Empresa Contratista. Carretera M con Av 33.
- Cancha deportiva
- Pista aérea al norte de la urbanización y al sur de la calle Santa Clara